# Seek and Destroy (jeu vidéo, 2002)
Pour les articles homonymes, voir Seek and destroy.
Seek and Destroy (新コンバットチョロQ, Shin Combat Choro Q) est un jeu vidéo de combat motorisé développé par Barnhouse Effect et sorti en 2002 sur PlayStation 2.
Il fait partie de la série Choro Q.